# ادسون آراخو
ادسون آراخو (به پرتغالی: Edson Araújo da Silva) مهاجم اهل برزیل است که در شهر سائوپائولو و در تاریخ ۲۶ ژوئیهٔ ۱۹۸۰ به دنیا آمده‌است.
ادسون آراخو در تیم‌های فوتبال Portuguesa (SP) سابقهٔ حضور دارد.